# Троицкий, Николай Алексеевич
Никола́й Алексе́евич Тро́ицкий (19 декабря 1931, с. Новорепное, Нижне-Волжский край — 28 мая 2014, Саратов) — советский и российский историк, специалист по проблемам революционного движения в XIX веке и истории Отечественной войны 1812 года. Доктор исторических наук (1971), профессор.

## Биография
Окончил исторический факультет СГУ имени Н. Г. Чернышевского в 1954 году.
С 1961 года — на преподавательской работе в СГУ, с 1972 года — профессор, в 1975—2001 годах — заведующий кафедрой истории России.
В 1963 году в МГПИ имени В. И. Ленина защитил диссертацию на соискание учёной степени кандидата исторических наук по теме «Большое общество пропаганды 1871—1874 (так называемые „чайковцы“)».
В 1971 году в СГУ имени Н. Г. Чернышевского защитил диссертацию на соискание учёной степени доктора исторических наук по теме «Политические процессы в России (1871—1891 гг.)».
Избран действительным членом Международной академии наук высшей школы (1993) и Академии военных наук РФ (1996).

## Научная деятельность
Н. А. Троицкий был известен как специалист по истории политических процессов (судов) в России, разрабатывал это научное направление на стыке ряда гуманитарных наук: истории, политологии, правоведения, литературоведения, искусствознания. Исследовал не только политические и юридические аспекты судебных процессов (принципы и особенности поведения обвиняемых, институты и нормы права, адвокатура на политических процессах и т. д.), но и их отражение в отечественной и мировой культуре — в художественной литературе, живописи, музыке, театре, кино. Автор капитального исследования о представителях российской адвокатуры — политических защитниках. Критично относился к идеализации имперского периода российской истории и отдельных его деятелей (например, П. А. Столыпина).
Автор работ по истории культуры XIX века — преимущественно отражение в литературе и в искусстве народов России национально-освободительных и революционных идей, с одной стороны, как особая форма культурного процесса, а с другой стороны, как разновидность общественного мнения.
Изучал проблемы истории внешней политики России XIX века, связанные с её участием в коалиционных войнах против Наполеона и, в первую очередь, Отечественной войне 1812 года. Автор книг об Александре I и Наполеоне, фельдмаршале М. И. Кутузове. Выступал против «патриотической» мифологии, считал, что М. Б. Барклай-де-Толли внёс больший вклад в победу в войне, чем Кутузов, противник точки зрения, что Кутузов был более выдающимся полководцем, чем Наполеон («Наполеон — величина мировая, Кутузов — национальная»).
Занимался изучением истории исторической мысли и науки — главным образом, пересмотром на документальной основе укоренившихся в советской историографии стереотипов в освещении революционного процесса, внутренней и внешней политики и культуры России XIX века.
Его труды неоднократно рецензировались за границей, а книга «Отечественная война 1812 г. История темы» переиздана в США в 1993 году. На его труды ссылались многочисленные зарубежные учёные — от Ф. Вентури до Р. Пайпса. Поддерживал творческие связи с СПбИИ РАН, с коллегами ряда университетов Европы и Америки.
Под его редакцией при кафедре издавался межвузовский научный сборник «Освободительное движение в России» (с 1986 года выступил в качестве главного редактора 13 выпусков).

## Основные работы

### Монографии
- Большое общество пропаганды 1871—1874 гг. (т. н. «чайковцы»). — Саратов: Изд-во СГУ, 1963.
  - Первые из блестящей плеяды (Большое общество пропаганды 1871—1874 гг.). — Саратов, 1991. — ISBN 5-292-01072-3
- «Народная воля» перед царским судом (1880—1891). — Саратов: Изд-во СГУ, 1971.
  - «Народная воля» перед царским судом (1880—1894). / 2-е изд., испр. и доп. — Саратов: Изд-во СГУ, 1983.
- Царские суды против революционной России (Политические процессы 1871—1880 гг.). — Саратов, 1976.
- Безумство храбрых: Русские революционеры и карательная политика царизма, 1866—1882 гг. — М.: Мысль, 1978. — 335 с.
- Царизм под судом прогрессивной общественности, 1866—1895. — М.: Мысль, 1979. — 350 с.
- 1812. Великий год России. — М.: Мысль, 1988. — ISBN 5-244-00070-5
  - 1812. Великий год России. — М.: Омега, 2007. — ISBN 978-5-465-01475-5
- Отечественная война 1812 г. История темы. — Саратов: Изд-во СГУ, 1991. — ISBN 5-292-01233-5
- The Great Patriotic War of 1812. A History of the Subject. — New York, 1993. (спец. номер: Russian Studies in History. Summer 1993. V. 32. № 1)
- Александр I и Наполеон. — М.: Высшая школа, 1994. — 304 с. — (История в лицах) — ISBN 5-06-002839-9
  - Александр I против Наполеона. — М.: Яуза, Эксмо, 2007. — ISBN 978-5-699-23213-0
- Фельдмаршал М. И. Кутузов: легенда и реальность. — Саратов, 1998.
  - Фельдмаршал Кутузов: мифы и факты. — М., 2002.
- Адвокатура в России и политические процессы 1866—1904 гг. — Тула: Автограф, 2000. — 456 с. — ISBN 5-89201-023-6
- Крестоносцы социализма. — Саратов, 2002.
- Судьбы российских адвокатов: биогр. очерки и характеристики. — Саратов: Изд-во СГУ, 2003. — 136, [1] с. — ISBN 5-292-03078-3.
  - Корифеи российской адвокатуры. — М.: Центрполиграф, 2006. — ISBN 5-9524-2559-3.
- «Народные заступники»: Российские народники в художественной литературе. Саратов, 2007;
- С. Л. Перовская. Жизнь. Личность. Судьба. — Саратов, 2014.
- Наполеон Великий: в 2 т. Т. 1: Гражданин Бонапарт. Т.2: Император Наполеон / Подгот. к публ., вступ. ст. М. В. Ковалева, Ю. Г. Степанова. — М.: Политическая энциклопедия, 2020. — 526 + 549 с.: ил. — (Мир Французской революции).

### Учебники и учебные пособия
- Историография второй революционной ситуации в России. — Саратов, 1984.
- Культура народов России в эпоху второй революционной ситуации (1878—1882). — Саратов, 1989.
- Лекции по русской истории XIX века. Краткий курс. — Саратов, 1994.
- Россия в XIX веке. Курс лекций. — М., 1997. (2-изд. испр. и доп. М., 1999); (3 изд. М., 2003).
- Русское революционное народничество 1870-х годов (история темы). — Саратов, 2001.
- История России. XIX век. Учебник для 8 класса основной школы. — М., 2001.
- Россия и мир в XIX веке. Учебник для 10 класса основной школы. В 2-х частях. — М., 2001. (в соавторстве с А. А. Кредером).
- Политические процессы в России 1871—1887 гг. — Саратов, 2003.

### Статьи
- Русское дворянство XVIII века в изображении американского историка // История СССР. — 1970. — № 5. — С. 205—212.
- Адвокат, генерал-губернатор и смертная казнь: Из прошлого русской адвокатуры // Правоведение. — 1970. — № 5. — С. 99-100.
- Маршалы Наполеона // «Новая и новейшая история». — 1993. — № 5.
- Друзья народа или бесы? // Родина. — 1996 — № 2. — С. 67-72.
- Л. Н. Толстой в роли адвоката. // Государство и право. — 1998. — № 7. — С. 87-89.
- А король-то голый! // Родина. — 2003. — № 10. (полемика с В. Г. Сироткиным)

### Воспоминания
- «Книга о любви: Записки историка» (2006)